# Empuriabrava
Empuriabrava (hiszp. Ampuriabrava) – miejscowość w Hiszpanii, w Katalonii, w prowincji Girona, w comarce Alt Empordà, w gminie Castelló d’Empúries.
Według danych INE z 2005 roku miejscowość zamieszkiwało 5 366 osób.